# Prosopis pallida
Prosopis pallida,conegut localment com a algarrobo, kiawe o huarango, és una espècie d'arbret espinós dins la família de les fabàcies. És una planta nativa de Colòmbia, Equador i el Perú, particularment de les zones més àrides prop de la costa. És considerat una espècie invasora en altres zones. Té les flors groc-verdoses i llegums llargs.
És un arbre de creixement ràpis i pot viure uns mil anys. Els llegums es poden usar com farratge o se'n pot fer un tipus de cervesa. Les seves flors són atractives per les abelles de la mel.
Aquest arbre s'havia utilitzat contra l'erosió i introduït a llocs com Puerto Rico i Hawaii (des de 1828),com també a Nova Gal·les del Sud i Queensland a Austràlia on s'ha naturalitzat.
L'aclariment dels boscos de huarango s'ha suggerit com una causa del declivi de la cultura del Nazca.

## Imatges

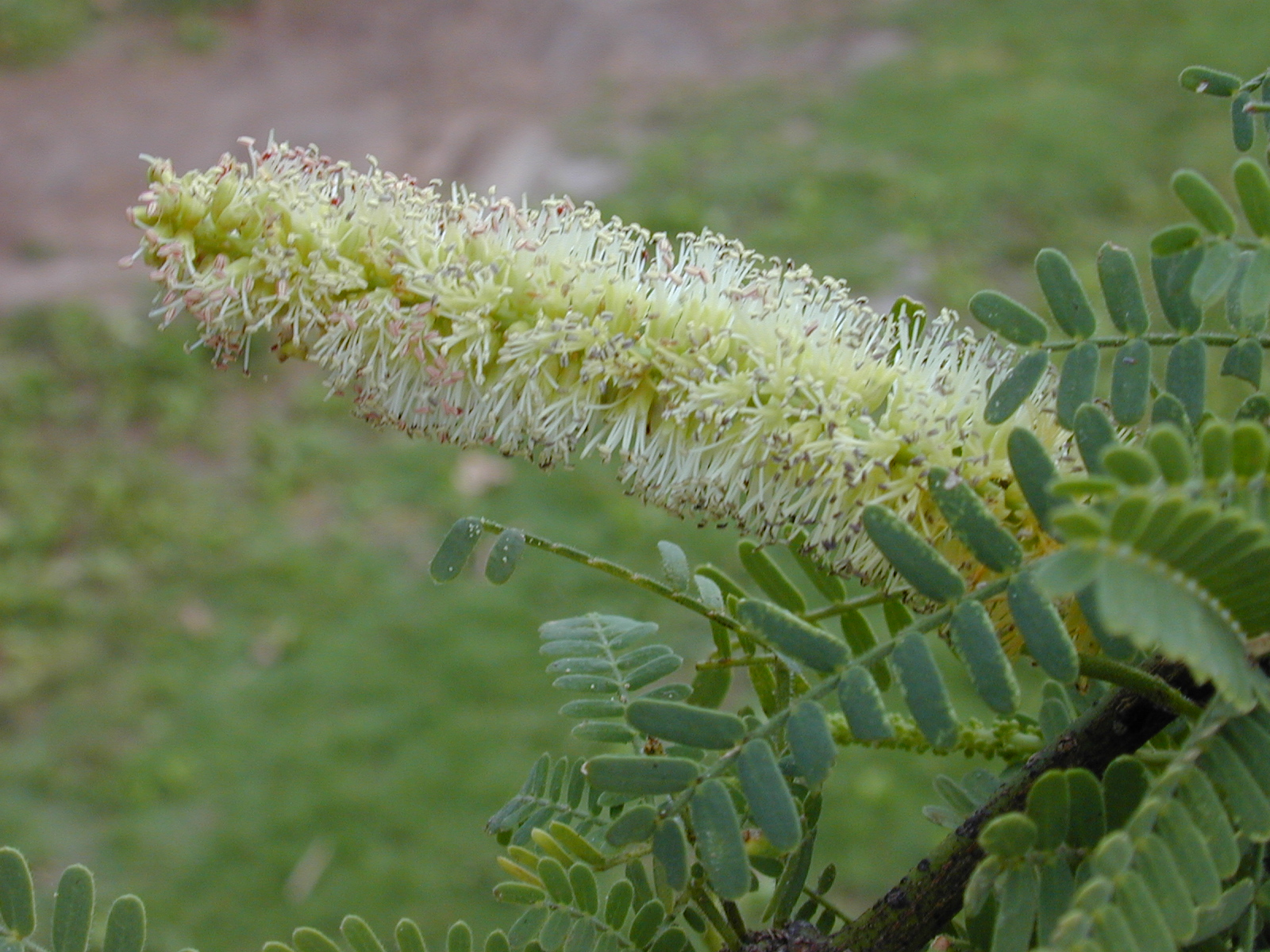
Flor
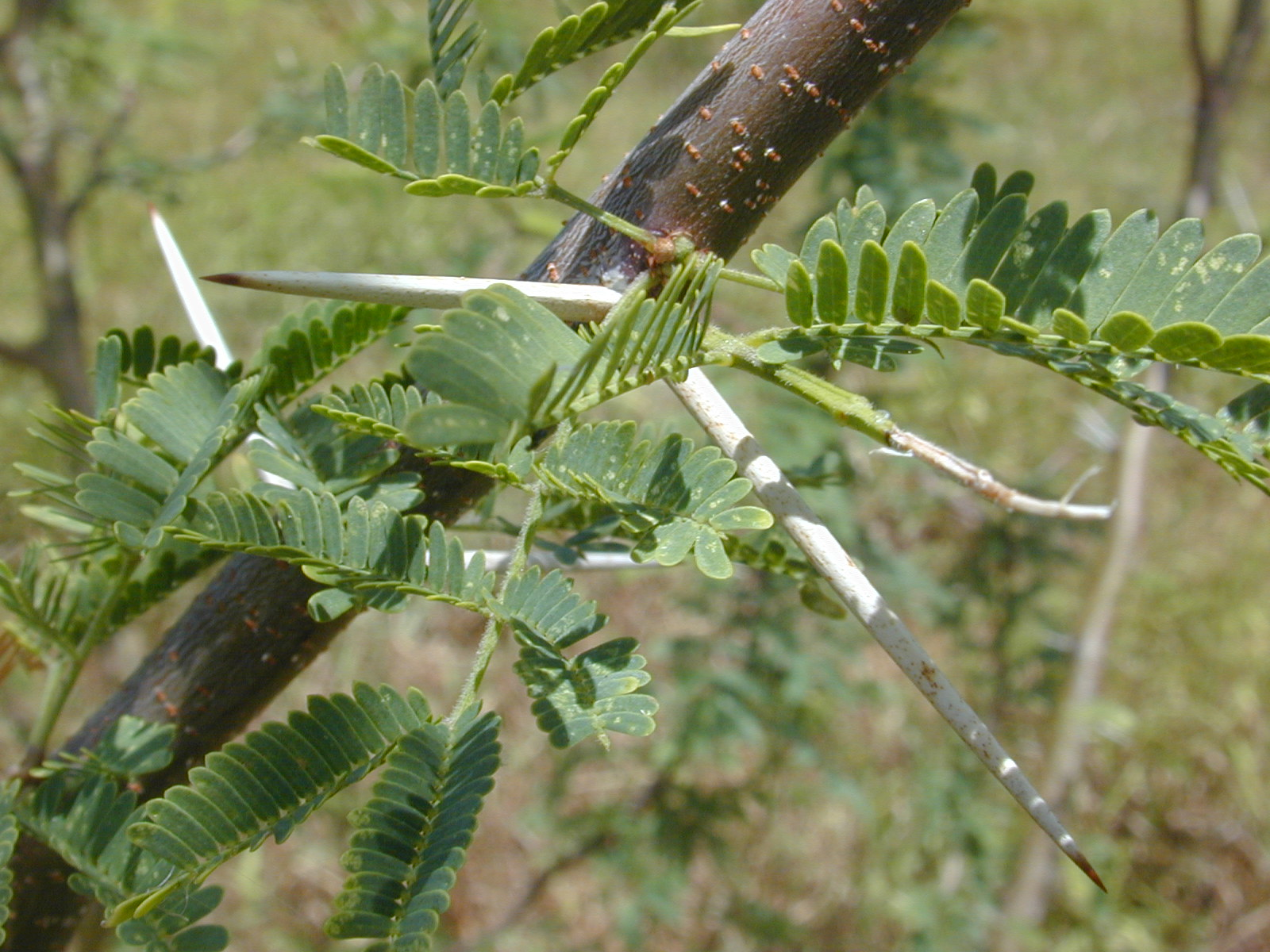
Espines i fulles
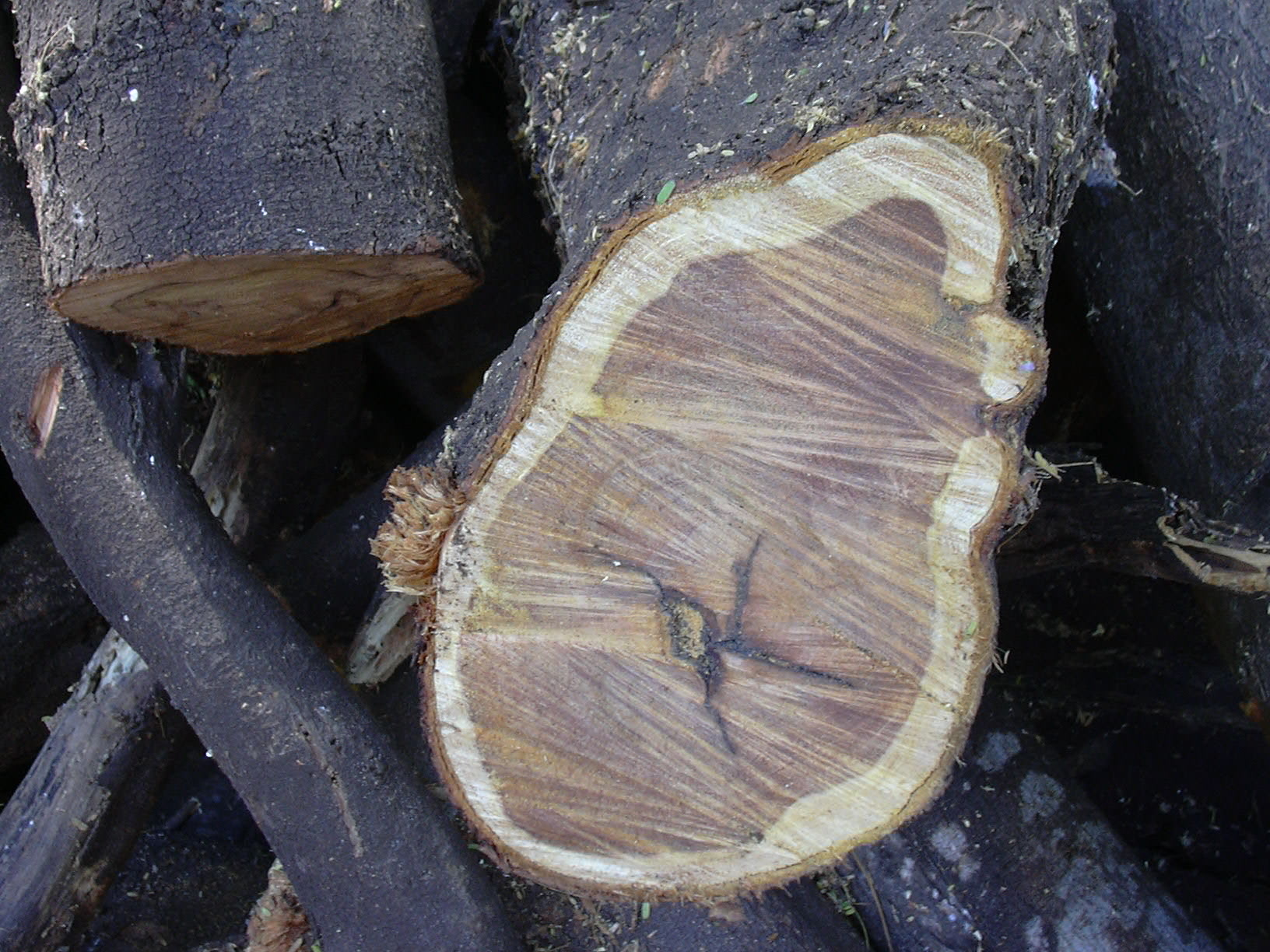
Fusta
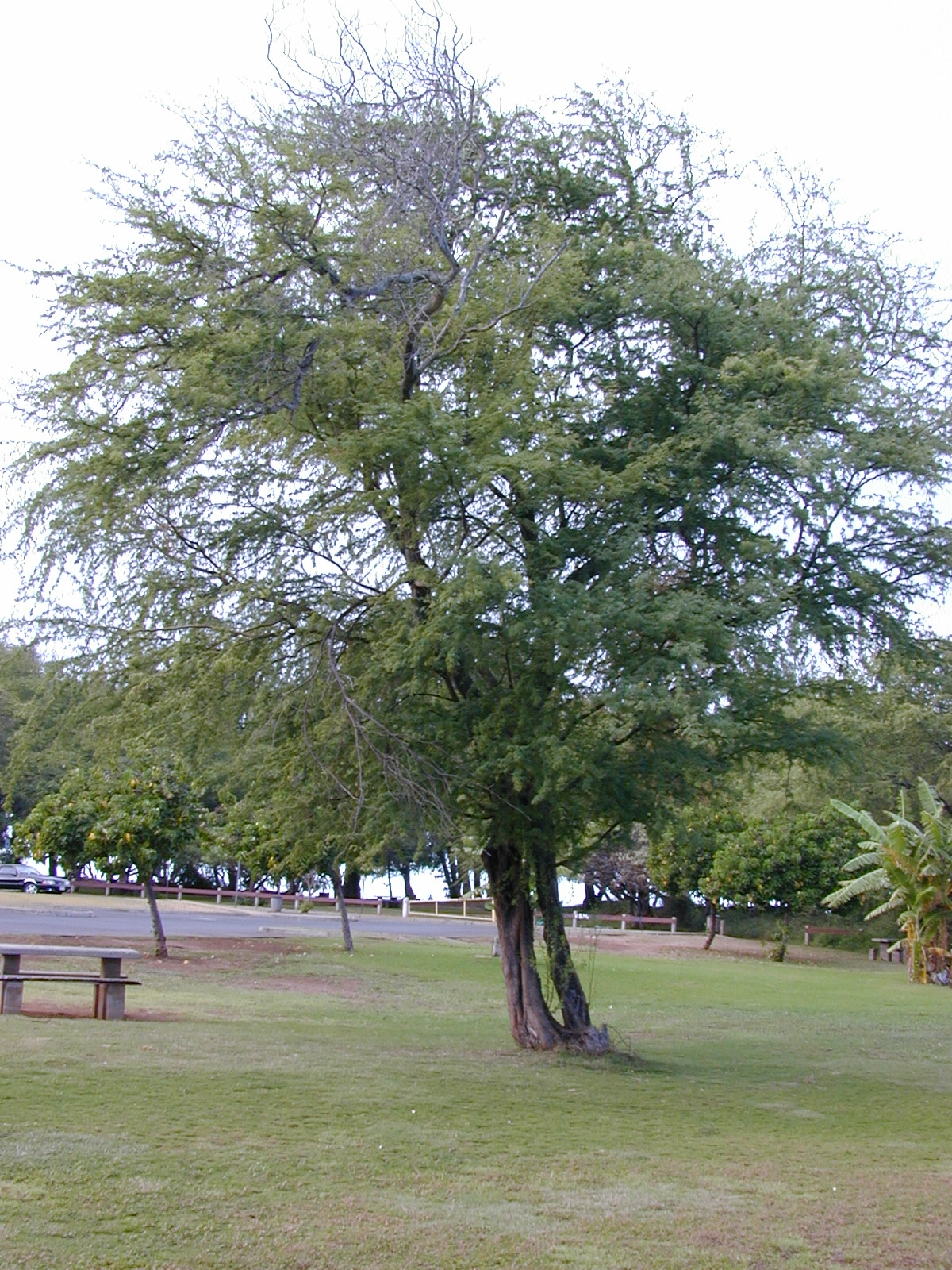
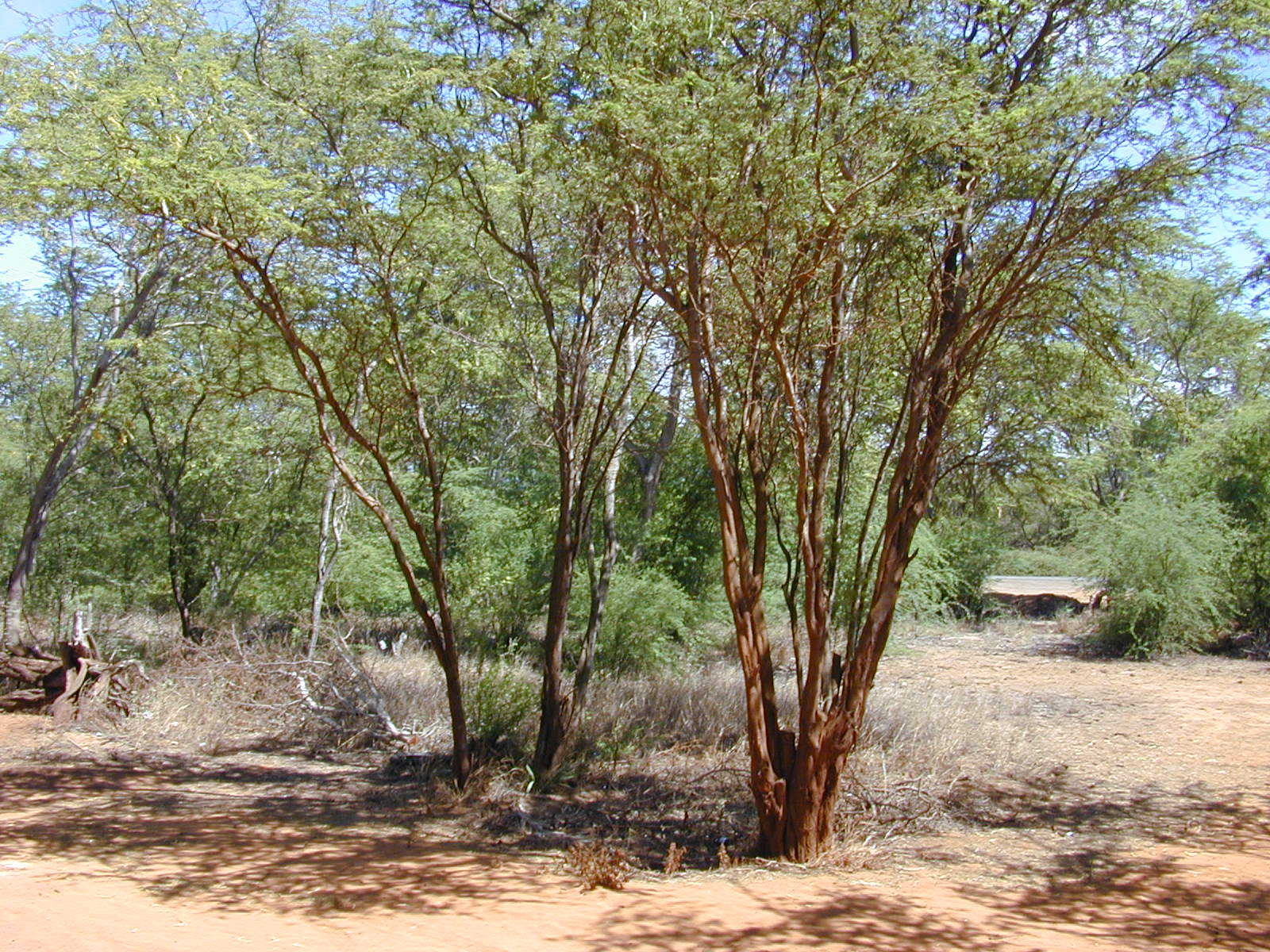
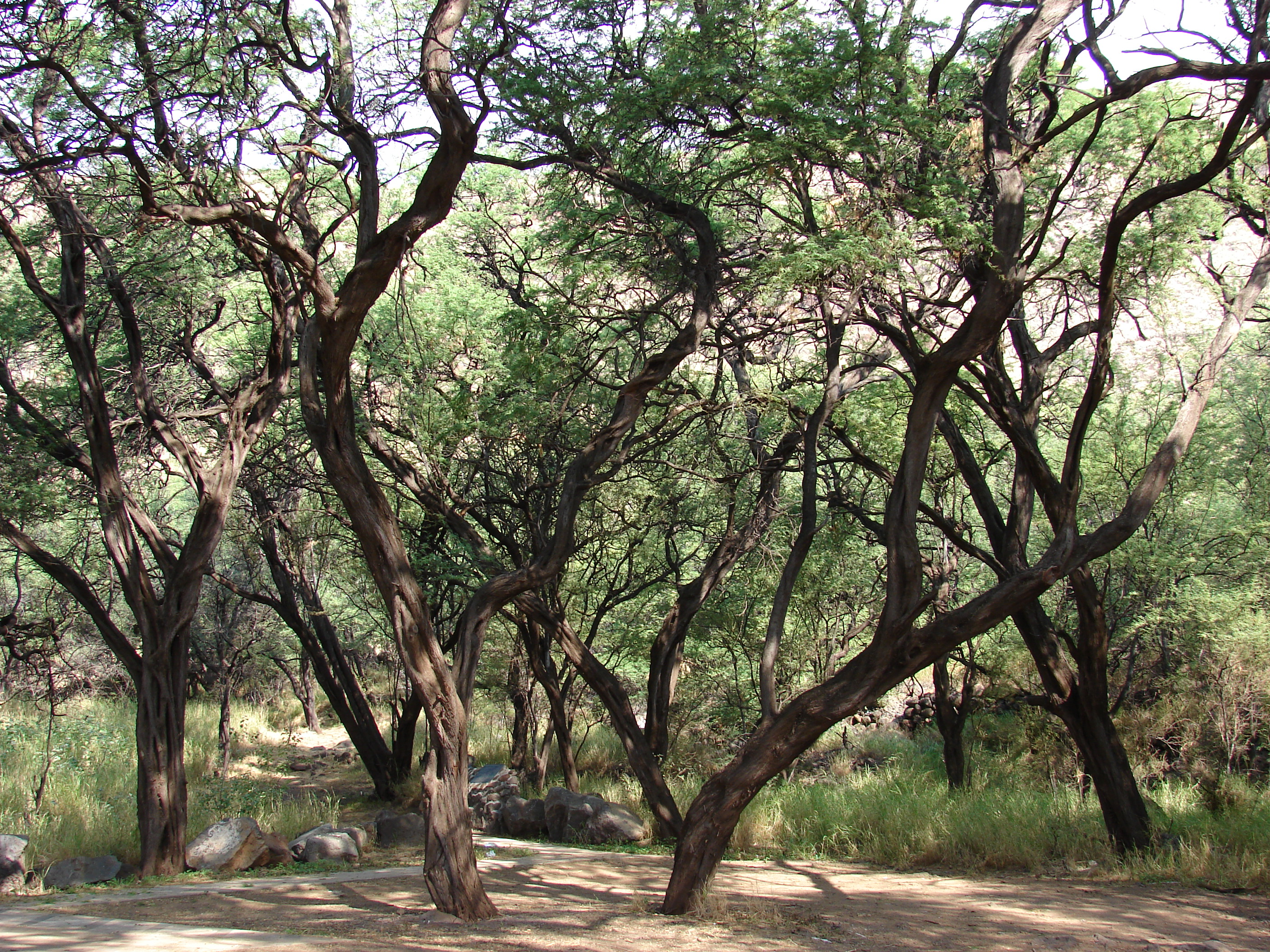
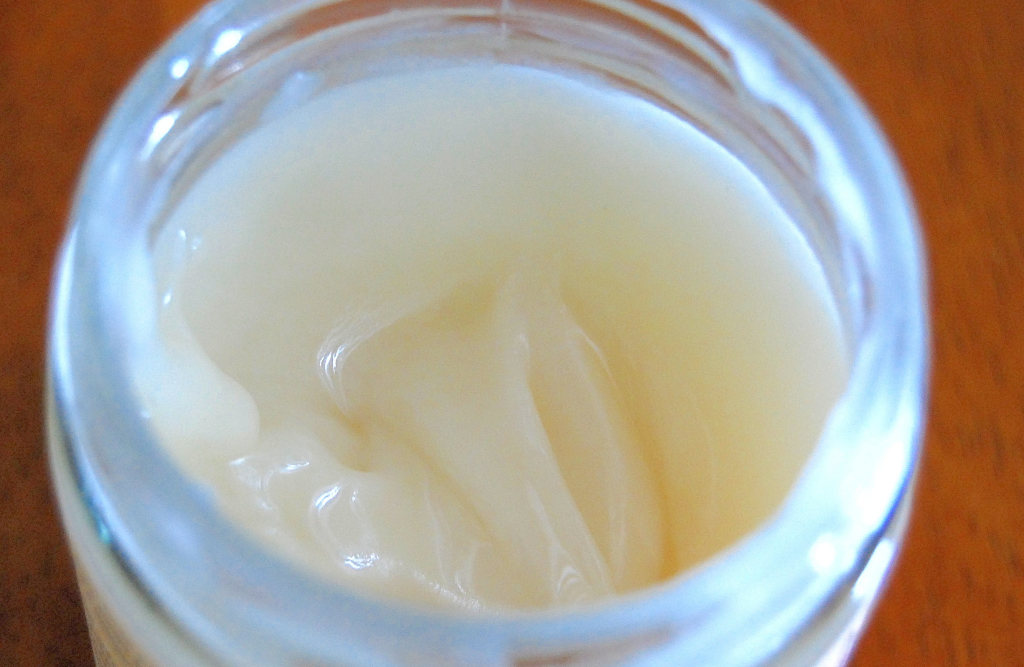
Mel